# آنس رویال
آنس رویال (به لاتین: Anse Royale) یک منطقهٔ مسکونی در سیشل است که در سیشل واقع شده‌است. آنس رویال ۴٬۶۶۵ نفر جمعیت دارد.